# Mannen med jojon
Mannen med jojon är svensk kortfilm från 1988, i regi av Markus Andreasson.
Filmen handlar om två ungdomar varav den ene leder den andre in i drogmissbruk. Drogen, som inte nämns i filmen, är crack.
Filmen visades första gången på Folkets Bio i Stockholm den 19 november 1988.

## Rollista
- Pernilla Isedal
- Jörgen Stahle
- Yvonne Lombard
- Nils Eklund
- Per Waldvik
- Peter Haber